# グラント・ウィリアムズ (俳優)
グラント・ウィリアムス（Grant Williams,  1931年8月18日 - 1985年7月25日）は、アメリカ合衆国の俳優である。

## 来歴
1931年、ニューヨーク州のニューヨーク市に生まれる。幼少のころに舞台の夏季公演に参加し始め、高校卒業後には朝鮮戦争のため1948年から1952年までアメリカ空軍へ従軍した。その後、大学へ進学して、卒業後はニューヨーク・シティ・オペラの歌手などとしてキャリアをスタートさせている。ピアノなどの腕もあったため、歌劇団の団員として活動していたが、演劇に興味を抱いてアクターズ・スタジオへ進学して、リー・ストラスバーグに師事した。ブロードウェイ舞台で役者としてのキャリアをスタートさせ、1954年に『クラフト・テレビジョン・シアター』でテレビデビュー。1956年の『ボスを倒せ!』で映画デビューも果たした。1957年にはリチャード・マシスンが原作で放射能を浴びてしまったがために体が日に日に縮んでいく男の悲劇を描いたSF小説を映画化した『縮みゆく人間』で主役に抜擢。とめどなく縮んでいく男が孤独になっていく様を好演した。それ以降もコンスタントに出演作品を増やし続け、俳優としての地位を確固たるものにした。

### 死去
1985年7月25日、腹膜炎のため、カリフォルニア州ロサンゼルスの病院で死去した。53歳だった。

## 出演作品

### 映画
- ボスを倒せ! Red Sundown (1956)
- 全艦発進せよ Away All Boats (1956)
- Showdown at Abilene (1956)
- 風と共に散る Written on the Wind (1956)
- Four Girls in Town (1957)
- 縮みゆく人間 The Incredible Shrinking Man (1957)
- モノリスの怪物 宇宙からの脅威 The Monolith Monsters (1957)
- Lone Texan (1958)
- 13 Fighting Men (1960)
- 吸髓女人 The Leech Woman (1960)
- スーザンの恋 Susan Slade (1961)
- 禁断 The Couch (1962)
- 魚雷艇109 PT 109 (1963)
- Brain of Blood (1971)
- How's Your Love Life? (1971)
- 人類最終兵器 ドゥームズデイ・マシーン Doomsday Machine (1972)

### テレビドラマ
- クラフト・テレビジョン・シアター Kraft Television Theatre (1954)
- スタジオ・ワン Studio One (1955)
- ソルジャーズ・アイランド Soldiers of Fortune (1955)
- マチネー・シアター Matinee Theatre (1956, 1957)
- シャーリー・テンプルのお話本 Shirley Temple's Storybook (1958)
- ガンスモーク Gunsmoke (1959)
- ディズニーランド Disneyland (1959)
- ザ・ミリオネア The Millionaire (1959)
- 世にも不思議な物語 One Step Beyond (1959)
- ミスター・ラッキー Mr. Lucky (1960)
- ローリング20 The Roaring 20's (1960)
- サーフサイド6 Surfside 6 (1960)
- ハワイアン・アイ Hawaiian Eye (1960 - 1963)
- ボナンザ Bonanza (1960, 1965)
- マンスターズ The Munsters (1964)
- ペリー・メイスン Perry Mason (1964, 1965)
- アウター・リミッツ The Outer Limits (1965)
- FBIアメリカ連邦警察 The F.B.I. (1968)
- ドラグネット1967 Dragnet 1967 (1969)
- アウトキャスト The Outcasts (1969)